# Hof bei Straden
Hof bei Straden è una frazione di 847 abitanti del comune austriaco di Straden, nel distretto di Südoststeiermark (Stiria). Già comune autonomo, il 1º gennaio 2015 è stato aggregato a Straden assieme agli altri comuni soppressi di Krusdorf e Stainz bei Straden.